# Jörg Eschmeier
Jörg Eschmeier (* 11. Juni 1956; † 9. April 2021 in St. Ingbert) war ein deutscher Mathematiker.

## Leben
Nach der Promotion zum Dr. rer. nat. in Münster 1981 und Habilitation an der Universität Münster 1986 war er von 1996 bis zu seinem Tod 2021 Universitätsprofessor für Mathematik an der Fakultät für Mathematik und Informatik der Universität des Saarlandes.
Er arbeitete in Funktionalanalysis, Spektraltheorie und komplexer Analysis mit Resultaten zur lokalen und globalen Spektraltheorie in mehreren Veränderlichen, zum invarianten Unterraumproblem, zur Fredholm- und Indextheorie, über Toeplitz-Operatoren und zu Anwendungen in der mehrdimensionalen Funktionentheorie.

## Schriften (Auswahl)
- Spektralzerlegungen und Funktionalkalküle für vertauschende Tupel stetiger und abgeschlossener Operatoren in Banachräumen. Münster 1981, OCLC 721000453.
- Analytische Dualität und Tensorprodukte in der mehrdimensionalen Spektraltheorie. Münster 1987, OCLC 15875479.
- Funktionentheorie mehrerer Veränderlicher. Berlin 2017, ISBN 3-662-55541-7.